# بلدية العليا
بلدية العليا هي إحدى بلديات مدينة الرياض في المملكة العربية السعودية. تأسست في سنة 1398هـ، وتبلغ مساحة نطاقها 123 كيلو متر مربع.

## الأحياء التابعة للبلدية
- حي العليا
- حي السليمانية
- حي الملك عبد العزيز
- حي الملك عبد الله الجنوبي
- حي الملك عبد الله الشمالي
- حي الواحة
- حي صلاح الدين
- حي الورود
- حي الملك فهد
- حي المرسلات
- حي النزهة
- حي المغرزات
- حي الازدهار
- حي التعاون
- حي المصيف
- حي المروج.[2][3]